# Shandongzhuang
Shandongzhuang (kinesiska: 山东庄, 山东庄镇) är en köping i Kina. Den ligger i stadsdistriket Pinggu i Pekings storstadsområde, i den norra delen av landet, omkring 70 kilometer nordost om stadskärnan. Antalet invånare är 16 439. Befolkningen består av 7 970 kvinnor och 8 469 män. Barn under 15 år utgör 9,0 %, vuxna 15-64 år 78 %, och äldre över 65 år 11,0 %.